# Władysław Tomasz Ostrowski
Władysław Tomasz Ostrowski herbu Rawicz (ur. 7 marca 1790 w Warszawie, zm. 21 listopada 1869 w Krakowie) – marszałek Sejmu Królestwa Polskiego w czasie powstania listopadowego, hrabia (od 1798).

## Życiorys
Był synem Tomasza Adama Ostrowskiego, bratem Antoniego Jana. W latach 1800–1807 uczęszczał do Collegium Nobilium. Od 1808 w armii Księstwa Warszawskiego, służył w oddziale artylerii konnej. Brał udział w wojnie polsko-austriackiej, gdzie odznaczył się w bitwie pod Raszynem, za co dostał krzyż Orderu Virtuti Militari. Za udział w kampanii 1812 przeciwko Rosji nagrodzony nadaniem krzyża Legii Honorowej. W 1813 został podpułkownikiem artylerii konnej. Z polecenia gen. Jana Henryka Dąbrowskiego przeprowadził w sierpniu 1814 w Petersburgu rozmowy z carem Aleksandrem I na temat przyszłości Księstwa Warszawskiego.
W Królestwie Kongresowym nie brał czynnego udziału w życiu politycznym. Zajmował się tłumaczeniem poezji włoskiej i angielskiej. Tłumaczył m.in. utwory lorda Byrona. W 1829 został członkiem Towarzystwa Przyjaciół Nauk. W 1829 roku kupił zamek w Majkowicach wraz z przylegającymi do niego dobrami.
W 1830 został wybrany posłem na Sejm z ziemi piotrkowskiej. Protestował przeciwko artykułowi z 1825, znoszącemu jawność obrad sejmowych. Po wybuchu powstania listopadowego wszedł do Rady Administracyjnej. Brał udział w delegacji w Wierzbnie, która negocjowała z wielkim księciem Konstantym warunki, na jakich miał on opuścić granice Królestwa. 18 grudnia 1830 na pierwszym posiedzeniu Sejmu powstańczego został jednogłośnie wybrany jego marszałkiem.

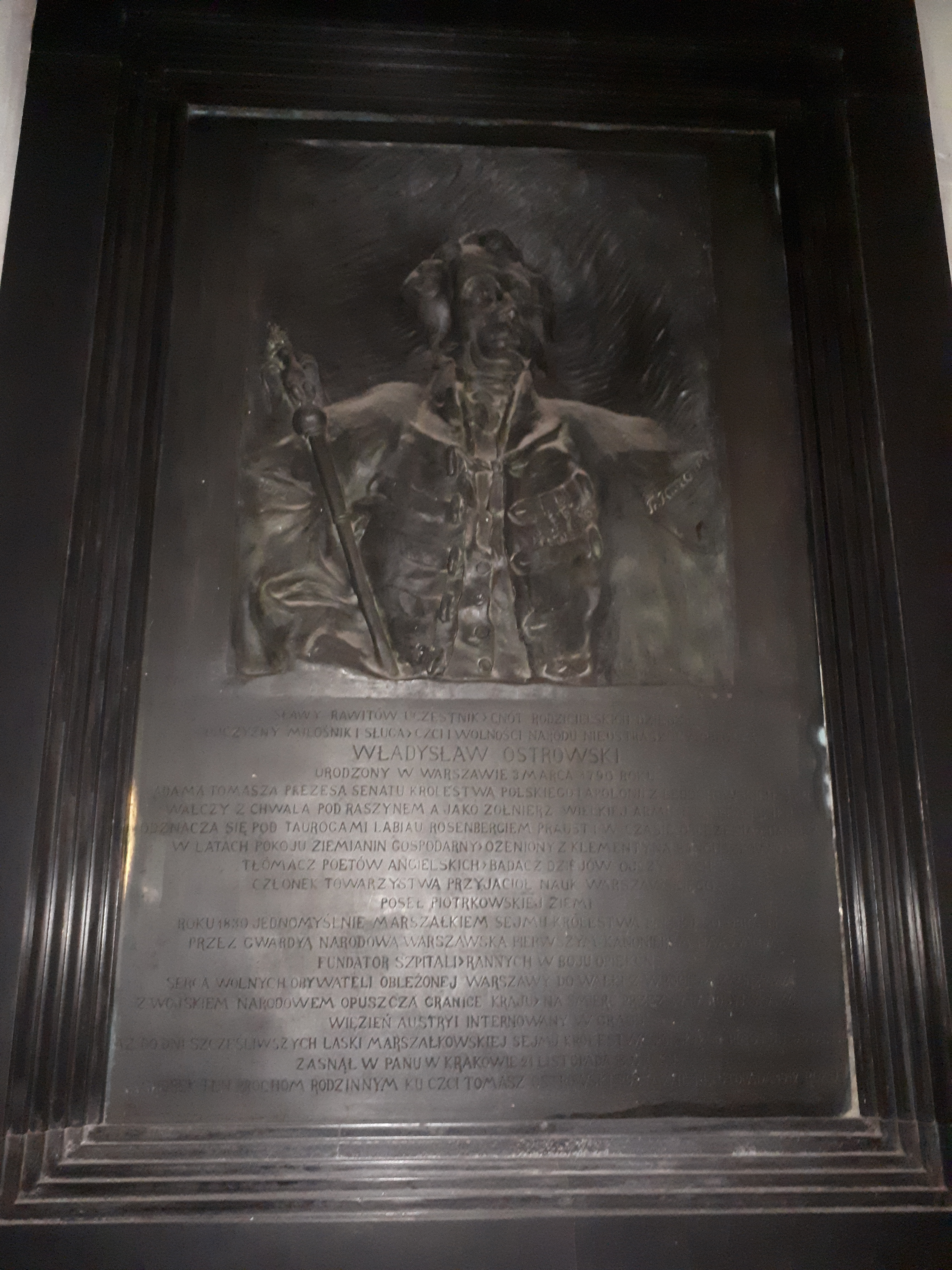
Epitafium Władysława Ostrowskiego z popiersiem wykonanym przez Franciszka Kwileckiego z 1912 r., kościół św. Barbary w Krakowie

25 stycznia 1831 był jednym z inicjatorów podjęcia uchwały o detronizacji Mikołaja I. Był przeciwnikiem negocjacji z cesarzem. Po zdobyciu Warszawy przez wojska rosyjskie, przewodniczył jako marszałek obradom Sejmu w Zakroczymiu i Płocku. W Krakowie został aresztowany przez Austriaków i osadzony w twierdzy w Grazu. W 1834 roku skazany przez władze rosyjskie na powieszenie za udział w powstaniu listopadowym. Był członkiem sejmu powstańczego na emigracji. W 1855, w czasie wojny krymskiej wysłał do cesarza Napoleona III memoriał w sprawie wskrzeszenia Polski. W 1862 osiadł w Krakowie.